# Медведєв (Волгоградська область)
Медведєв (рос. Медведев) — хутір у Іловлінському районі Волгоградської області Російської Федерації.
Населення становить 1255  осіб. Входить до складу муніципального утворення Медведевське сільське поселення.

## Історія
Хутір розташований у межах українського історичного та культурного регіону Жовтий Клин.
Від 1965 року належить до Іловлінського району.

## Населення
| 2004 | 2010  |
| ---- | ----- |
| 1300 | ↘1255 |